# Algisto Lorenzato
Algisto Lorenzato (Batatais, 1910. május 20. – Rio de Janeiro, 1960. július 16.), általában szülővárosa után Batatais, olasz származású brazil labdarúgókapus.
1. ↑  transfermarkt.com. transfermarkt.com . (Hozzáférés: 2017. október 9.)